# کلاته شیرو
کلاته شیرو، روستایی از توابع بخش راز و جرگلان شهرستان بجنورد در استان خراسان شمالی ایران است.

## جمعیت
این روستا در دهستان راز قرار دارد و براساس سرشماری مرکز آمار ایران در سال ۱۳۸۵، جمعیت آن ۱۹ نفر (۶خانوار) بوده‌است.